# Kimura Ki
Kimura Ki (japanisch 木村 毅; geboren 12. Februar 1894 in Katsumada in der Präfektur Okayama; gestorben 18. September 1979 in Tokio) war ein japanischer Literaturkritiker, Forscher zur Literatur der Meiji-Zeit, Schriftsteller und Übersetzer.

## Leben und Wirken
Kimura Ki machte seinen Studienabschluss an der Waseda-Universität im Fach Englische Literatur. Während er Manuskripte bei dem Literaturmagazin „Bunshō Sekai“ (文章世界) einreichte, wandte er sich, ermutigt vom Schriftsteller Tayama Katai, der Literaturwissenschaft zur.
Kimura war vielseitig tätig: er arbeitete mit an der Entwicklung des Verlages Bungei-Shunjūsha (文芸春秋株), beteiligte sich der Gründung des japanischen Zweiges der „Fabian Society“ durch Abe Isoo, unterstützte den Bau der Bauernschule von Kagawa Toyohiko, Direktor der Verlagsabteilung der „Japan Labour and Agriculture Party“ (日本労農党の出版) und der Bildungsabteilung der Partei. Er beteiligte sich bei der Entwicklung einer Vielzahl von Verlagsprojekten, wie z. B. an redaktionellen Arbeit an den „Complete Works of Contemporary Japanese Literature“ (現代日本文学全集; Gendai Nihon bungaku zenshū) des Verlages „Kaizō-sha“ (改造社) und den „Complete Works of World Literature“ (世界文学全集, Sekai bungaku zenshū) von Shinchōsha.
Neben dem Roman „Usagi to kīsen to“ (兎と妓生と) – „Mit einem Hasen und einer koreanischen Geisha“ 1923 und der Biografie der japanischen Malerin „Ragusa O-Tama“, verfasste er Kritiken wie „Shōsetsu kenkyū Jūroku-kō“ (小説研究十六講) – „Studium des Romans in 16 Lektionen“ 1925, „Bungei tōsai-namboku“ (文芸東西南北) – „Kunst und Literatur aller Himmelsrichtungen“ 1926, „Meiji-bungaku tembō“ (明治文学展望) – „Meiji Literature Outlook“ 1928. Einen neuen Blick auf bekannte Themen zeigen  „Nihon supōtsu bunka-shi“ (日本スポーツ文化史) – „Kulturgeschichte des Sports in Japan“, „Nichibei bungaku kōryū-shi no kenkyū“ (日米文学交流史の研究) – „Untersuchungen zum Kulturaustausch zwischen Japan und den USA“ 1960, „Hikaku bungaku shin-shikai“ (比較文学新視界) – „Ein neuer Blick auf die vergleichende Literaturwissenschaft“.  und „Zadan-shū Meiji no Shunjū“ (座談集明治の春秋) – „Chronik von Sammlung unterhaltender Art der Meiji-Zeit“.
Als Vorsitzender der „Meiji Culture Study Group“ (明治文化研究会, Meiji bunka kenkyū-kai) gab er (明治文化全集), (幕末明治新聞全集), (明治文化研究) u. a. heraus. Unvergessen ist, das er den 1. Band der „Waseda University Centennial History“ (稿本早稲田大学百年史) verfasst hat. Er hat auch zahlreiche Übersetzungen aus westlichen Sprachen geschaffen, Werke von Tolstoi, Dumas, Henryk Sienkiewicz u. a., aber z. B. auch Werke über Lenin. – 1978 wurde Kimura mit dem Kikuchi-Kan-Preis ausgezeichnet.